# Sibir Novossibirsk
Ne doit pas être confondu avec le club de football du même nom.
Le Sibir Novossibirsk (en russe Сибирь Новосибирск) est un club professionnel de hockey sur glace localisé à Novossibirsk en Russie. Il évolue dans la Ligue continentale de hockey.

## Palmarès
- Division 2 d'URSS : 1954, 1965, 1975, 1979, 1983.
- Vysshaya Liga : 2002.

## Historique

### L'arrivée du hockey sur glace à Novossibirsk
En 1947, l'écrivain Ivan Tsiba rapporte une crosse et un palet à Novossibirsk. Lors d'un match de bandy, il les montre aux joueurs et spectateurs. Cela provoque un tel engouement que Gregori Sentiourine décide de laisser de côté le bandy au profit du hockey sur glace. La première équipe de hockey sur glace de Novossibirsk se nomme le Dinamo Novossibirsk.

### En championnat d'URSS
Le Sibir a été fondé en 1962 lors de l'association entre le Dinamo et le Khimik Novossibirsk qui évoluait en deuxième division. Il joue sa première saison dans le championnat URSS qu'il termine à la vingtième et dernière place. En 1965, il remporte la conférence Ouest du Vtoraïa grouppa qui lui permet de revenir à l'échelon supérieur. En 1970-1971, il termine neuvième et dernier ce qui le condamne à redescendre en Pervaïa grouppa. En 1983, le Sibir remporte la poule de promotion pour l'élite. La saison 1984 est une des plus difficile de l'histoire du club avec cinq victoires en 44 parties. La relégation est immédiate.

### Le championnat de Russie
À la suite de l'éclatement de l'URSS, le Sibir est pensionnaire de Pervaïa Liga, à l'époque second échelon de Russie après la Vyschaïa liga. Il prend la huitième place de la poule est.
En 1993, le Sibir s'incline en finale de Pervaïa Liga contre le Mayak CSK VVS Samara en trois rencontres (6-4 6-4 3-1).
En 1994, le club termine cinquième de l'Elitnaïa Liga mais un agrandissement de l'élite à 28 clubs lui permet d'accéder au meilleur niveau russe, la MHL ("Mejnatsionalnaïa Hokkeïnaïa Liga").
En 1995, dirigé par Sergueï Akimov, il se classe douzième de la conférence est de la MHL.
En 1996, l'équipe est classée vingt-quatrième de l'élite qui porte le nom de Superliga.
En 1997, l'équipe est classée vingtième de l'élite.
En 1998, le Sibir termine dernier de l'élite russe et est relégué en Vyschaïa liga. De plus, l'élite est réduite à 22 clubs pour la saison suivante. En 1999, il prend la troisième place de la poule finale de la Vyschaïa liga. En 2000, il termine cinquième et premier non promu d'une poule d'accession en Superliga.
En 2001, l'équipe termine troisième de la poule finale de la Vyschaïa liga.
En 2002, les attaquants Sergueï Klimovitch et Viktor Beliakov arrivent dans l'équipe alors que Andreï Tarassenko revient au club. Le club de Sibérie remporte la poule est puis la poule finale de la Vyschaïa liga. Il est promu en Superliga.
L'équipe entraînée par Vladimir Goloubovitch teste cinq gardiens lors de la préparation avant de décider de faire confiance au canadien Christian Bronsard. L'international russe Sergueï Petrenko, et les Tchèques Leos Cermak et Martin Tomasek posent leur valise à Novossibirsk qui termine quatorzième.
En 2004, le Sibir s'active côté transferts et engage les défenseurs Éric Charron, Vadim Glovatski, Miloslav Guren et les attaquants Ravil Iakoubov, Mikhaïl Sarmatine et Aleksandr Vinogradov et Daniel Branda. En décembre, Goloubovitch démissionne et Vladimir Semionov prend sa place. Le gardien Aleksandr Fomitchiov prend la place de titulaire de Bronsard quitte le club en cours de saison pour laisser la place à une recrue étrangère supplémentaire. Malgré une défense solide, l'attaque est défaillante et le club termine onzième.
En 2005, Vladimir Semionov est nommé entraîneur avant d'être licencié après quatre défaites en quatre matchs. Son remplaçant Sergueï Nikolaïev quitte l'équipe début février pour raisons personnels. Vladimir Iourzinov Junior est le troisième entraîneur de la saison conclue à la quatorzième place.
En 2006, Oleg Belov est le capitaine d'une équipe classée quatorzième.
La saison suivante, emmenée par ses pointeurs Andreï Soubbotine et Denis Kotchetkov et son gardien Aleksandr Vioukhine, le Sibir termine sixième. Les joueurs de Sergueï Kotov sont battus en quart de finale par le Metallourg Magnitogorsk futur champion.
En 2008, la saison est difficile et se finit sur une dix-neuvième place. L'adjoint Vladimir Golts remplace Kotov à la tête d'une équipe instable où cinq gardiens ont été utilisés.

### La KHL
En 2008, il intègre une nouvelle compétition en Eurasie, la KHL. L'équipe est entraînée par Andreï Khomoutov.

## Saisons après saisons

### Saisons en championnat d'URSS (échelon supérieur)
Note : PJ : parties jouées, V : victoires, VP: victoires en prolongation ou en fusillade, D : défaites, N : matchs nuls, DP : défaite en prolongation, DP : défaite en prolongation ou en fusillade, Pts : Points, BP : buts pour, BC : buts contre, Pts : points.
| Saison    | PJ | V  | N | D  | BP  | BC  | Pts | Classement   | Séries éliminatoires |
| --------- | -- | -- | - | -- | --- | --- | --- | ------------ | -------------------- |
| 1962-1963 | 37 | 14 | 6 | 17 | 137 | 145 | 34  | 20e/20 place | Ne participe pas     |
| 1965-1966 | 36 | 5  | 6 | 25 | 72  | 166 | 16  | 10e/10 place | Ne participe pas     |
| 1966-1967 | 44 | 11 | 7 | 26 | 143 | 221 | 29  | 10e/12 place | Ne participe pas     |
| 1967-1968 | 44 | 12 | 5 | 27 | 111 | 197 | 29  | 10e/12 place | Ne participe pas     |
| 1968-1969 | 68 | 35 | 9 | 24 | 297 | 246 | 79  | 11e/12 place | Ne participe pas     |
| 1969-1970 | 44 | 16 | 3 | 25 | 160 | 239 | 35  | 9e/9 place   | Ne participe pas     |
| 1970-1971 | 40 | 2  | 4 | 34 | 99  | 243 | 8   | 9e/9 place   | Ne participe pas     |
| 1975-1976 | 36 | 8  | 4 | 18 | 105 | 209 | 20  | 10e/10 place | Ne participe pas     |
| 1983-1984 | 44 | 5  | 0 | 39 | 107 | 271 | 10  | 12e/12 place | Ne participe pas     |

### Saisons en Mejnatsionalnaïa Hokkeïnaïa Liga
| Saison    | PJ | V  | N | D  | BP  | BC  | Pts | Classement   | Séries éliminatoires |
| --------- | -- | -- | - | -- | --- | --- | --- | ------------ | -------------------- |
| 1994-1995 | 52 | 14 | 3 | 35 | 158 | 273 | 31  | 26e/28 place | Ne participe pas     |
| 1995-1996 | 52 | 14 | 5 | 33 | 123 | 184 | 34  | 24e/28 place | Ne participe pas     |
| 1996-1997 | 38 | 8  | 5 | 25 | 78  | 170 | 21  | 20e/26 place | Ne participe pas     |
| 1997-1998 | 26 | 4  | 4 | 18 | 41  | 95  | 12  | 27e/28 place | Ne participe pas     |

### Saisons en Superliga
Note: PJ : parties jouées, V : victoires, VP: victoires en prolongation ou en fusillade, D : défaites, N : matchs nuls, DP : défaite en prolongation, DP : défaite en prolongation ou en fusillade, Pts : Points, BP : buts pour, BC : buts contre, Pts : points.
| Saison    | PJ | V  | VP | N  | DP | D  | BP  | BC  | Pts | Classement   | Séries éliminatoires                                                                   |
| --------- | -- | -- | -- | -- | -- | -- | --- | --- | --- | ------------ | -------------------------------------------------------------------------------------- |
| 2007-2008 | 57 | 17 | 1  | -  | 9  | 30 | 121 | 182 | 61  | 19e/20 place | Ne participe pas                                                                       |
| 2006-2007 | 54 | 17 | 3  | 4  | 2  | 19 | 149 | 136 | 90  | 6e place/19  | Neftekhimik Nijnekamsk 3-1 (huitième-finale) Metallurg Magnitogorsk 3-0 (quart-finale) |
| 2005-2006 | 51 | 15 | 1  | 8  | 1  | 26 | 99  | 131 | 56  | 14e/18 place | Lokomotiv Iaroslavl 3-1 (huitième-finale)                                              |
| 2004-2005 | 60 | 12 | 2  | 12 | 2  | 32 | 97  | 138 | 54  | 14e/16 place | Ne participe pas                                                                       |
| 2003-2004 | 60 | 18 | 2  | 14 | 3  | 23 | 105 | 128 | 75  | 11e/16 place | Ne participe pas                                                                       |
| 2002-2003 | 51 | 16 | 1  | 6  | 4  | 24 | 98  | 124 | 60  | 14e/18 place | Ne participe pas                                                                       |

### Saisons en KHL
Note: PJ : parties jouées, V : victoires, VP: victoires en prolongation, VF: victoires en fusillade, D : défaites, N : matchs nuls, DP : défaite en prolongation, DTF : défaite en fusillade, Pts : Points, BP : buts pour, BC : buts contre.

Logo du club de 2008 à 2014

| Saison    | PJ | V  | VP | VTB | D  | DP | DTB | BP  | BC  | Pts | Classement | Séries éliminatoires |
| --------- | -- | -- | -- | --- | -- | -- | --- | --- | --- | --- | ---------- | --- |
| 2008-2009 | 56 | 15 | 1  | 5   | 28 | 5  | 2   | 146 | 172 | 64  | 19e/24     | Non qualifié |
| 2009-2010 | 56 | 15 | 2  | 5   | 30 | 1  | 3   | 147 | 190 | 63  | 20e/24     | Non qualifié |
| 2010-2011 | 54 | 22 | 2  | 4   | 21 | 4  | 1   | 133 | 131 | 83  | 11e/23     | Salavat Ioulaïev Oufa 4-0 (huitième de finale)                                                                                  |
| 2011-2012 | 54 | 12 | 2  | 4   | 27 | 7  | 2   | 132 | 154 | 57  | 20e/23     | Non qualifié |
| 2012-2013 | 52 | 21 | 1  | 6   | 17 | 3  | 4   | 124 | 119 | 84  | 12e/26     | Avangard Omsk 4-3 (huitième-finale)                                                                                             |
| 2013-2014 | 54 | 22 | 2  | 5   | 18 | 1  | 6   | 130 | 118 | 91  | 13e/28     | Ak Bars Kazan 4-2 (huitième de finale) Metallourg Magnitogorsk 4-0 (quart de finale)                                            |
| 2014-2015 | 60 | 34 | 2  | 1   | 20 | 2  | 1   | 176 | 125 | 111 | 7e/28      | Traktor Tcheliabinsk 4-2 (huitième de finale) Metallourg Magnitogorsk 4-1 (quart de finale) Ak Bars Kazan 4-1 (quart de finale) |
| 2015-2016 | 60 | 24 | 4  | 8   | 15 | 3  | 6   | 155 | 133 | 105 | 7e/28      | Admiral Vladivostok 4-1 (huitième de finale) Metallourg Magnitogorsk 1-4 (quart de finale)                                      |
| 2016-2017 | 60 | 20 | 2  | 6   | 25 | 5  | 2   | 133 | 138 | 83  | 19e/29     | Non qualifié |
| 2017-2018 | 56 | 23 | 4  | 4   | 23 | 1  | 1   | 136 | 135 | 87  | 14e/27     | Non qualifié |
| 2018-2019 | 62 | 19 | 2  | 3   | 32 | 5  | 1   | 148 | 192 | 54  | 18e/25     | Non qualifié |
| 2019-2020 | 62 | 27 | 3  | 4   | 22 | 2  | 4   | 139 | 143 | 74  | 10e/24     | Avtomobilist Iekaterinbourg 4-1 (huitième de finale) · Non disputé Barys (quart de finale)                                      |
| 2020-2021 | 60 | 20 | 5  | 2   | 29 | 1  | 3   | 146 | 155 | 58  | 18e/23     | Non qualifié |
| 2021-2022 | 50 | 18 | 4  | 4   | 19 | 3  | 2   | 109 | 108 | 57  | 11e/24     | Salavat Ioulaïev Oufa 1-4 (huitième de finale)                                                                                  |
| 2022-2023 | 68 | 21 | 8  | 9   | 23 | 4  | 3   | 172 | 161 | 83  | 11e/22     | Avangard Omsk 1-4 (huitième de finale)                                                                                          |
| 2023-2024 | 68 | 20 | 3  | 5   | 29 | 8  | 3   | 148 | 180 | 67  | 18e/23     | Non qualifié |
| 2024-2025 | 68 | 26 | 2  | 1   | 28 | 3  | 6   | 171 | 196 | 59  | 15e/23     | Salavat Ioulaïev Oufa 3-4 (huitième de finale)                                                                                  |

## Capitaines
- Aleksandr Boïkov (2009-présent)
- Dmitri Iouchkevitch (2008-2009)
- Oleg Belov (2005-2008)
- Ravil Iakoubov (2003-2005)
- Sergueï Klimovitch (2002-2003)
- Alekseï Deïev (2001-2002)
- Ievgueni Tioutikov (1999-2001)